# ویکتوریا سانچز (هنرپیشه زن)
ویکتوریا سانچز (انگلیسی: Victoria Sanchez؛ زادهٔ ۲۴ ژانویهٔ ۱۹۷۶) یک هنرپیشه اهل کانادا است.